# Jacoby Glacier
Jacoby Glacier är en glaciär i Antarktis. Den ligger i Västantarktis. Inget land gör anspråk på området. Jacoby Glacier ligger 1 777 meter över havet.
Terrängen runt Jacoby Glacier är varierad. Trakten är obefolkad. Det finns inga samhällen i närheten.